# Simonus lineatus
Simonus lineatus är en spindelart som först beskrevs av Simon 1880.  Simonus lineatus ingår i släktet Simonus och familjen taggfotsspindlar.
Artens utbredningsområde är Western Australia. Inga underarter finns listade i Catalogue of Life.